# Dubai Towers Doha
 (septembre 2014).
La Dubai Towers Doha est un gratte-ciel en construction situé à Doha, au Qatar mais développé par Dubai International Properties, basée à Dubaï. La construction est fortement retardée en raison du krach financier à Dubaï. Elle aurait dû être terminée en 2014.  En mai 2010, seuls 29 étages sur les 84 étaient construits.
Cette tour coûte 620 millions d'USD.
A l'avenir, la tour devrait comprendre une zone commerciale de 7000 m², un hôtel cinq étoiles de 225 sur 13 étages, 29 étages de bureaux et 31 étages avec 226 appartements de luxe et 3 penthouses.
En février 2022, certains étages étaient recouverts de verre sale. 
En juin 2024, la tour est toujours à moitié construite et visible dans l'horizon de Doha 